# Jüdischer Friedhof (Herrlisheim)

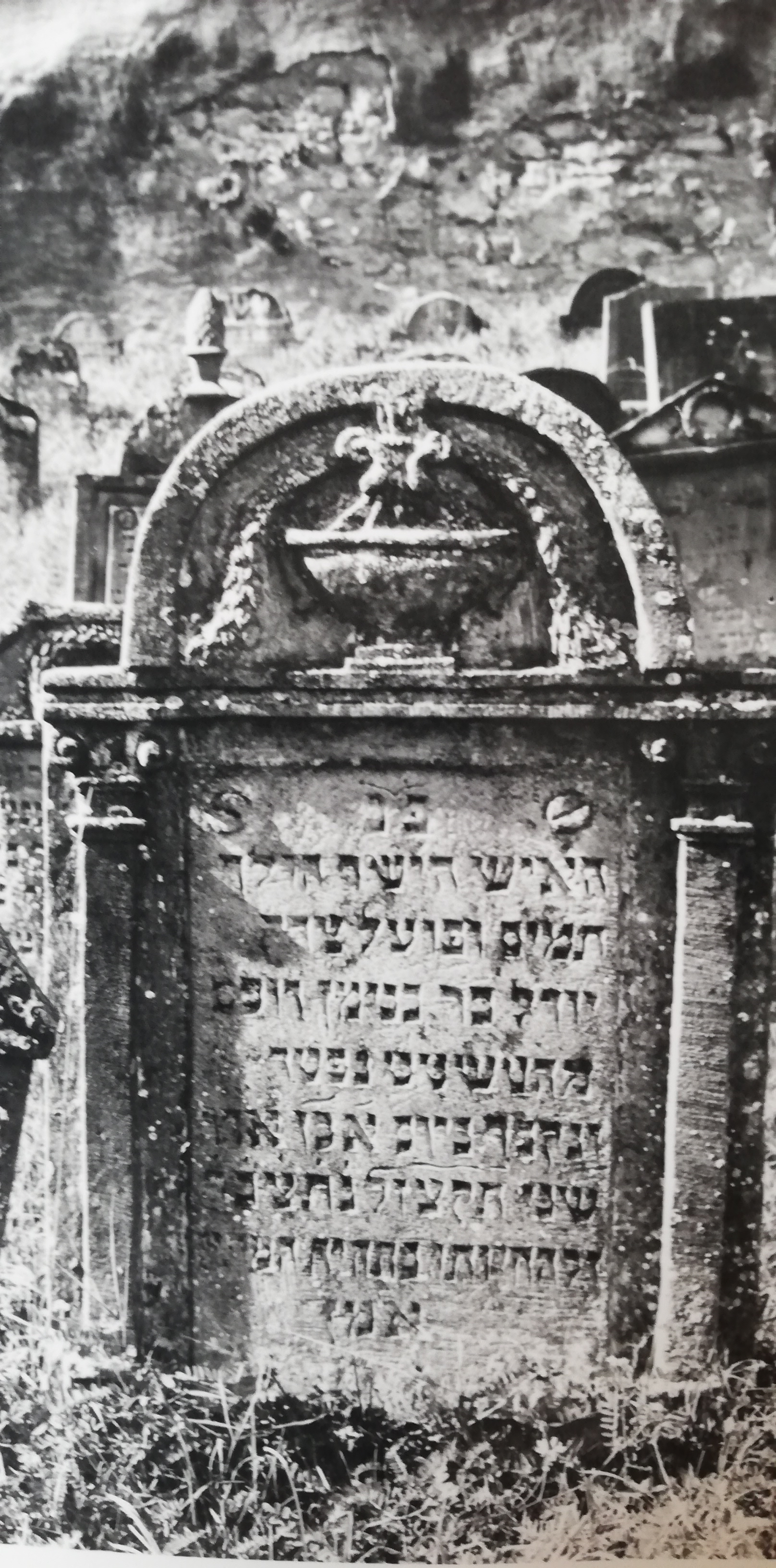
Grabstein auf dem jüdischen Friedhof von Herrlisheim (1950er Jahren). Foto aus der Sammlung des Jüdischen Museums der Schweiz

Der Jüdische Friedhof Herrlisheim ist ein jüdischer Friedhof in der französischen Gemeinde Herrlisheim im Département Bas-Rhin im Elsass. Der jüdische Friedhof befindet sich an der Rue d'Offendorf.

## Geschichte
Der jüdische Friedhof wurde 1886 angelegt. Dort sind die Toten aus den jüdischen Gemeinden Herrlisheim und Offendorf beigesetzt worden. Auf dem Friedhof sind etwa 250 Grabstätten vorhanden. Er wird auch heute noch belegt. 
Im Dezember 2018 wurde der Friedhof geschändet. Eine Vielzahl an Grabsteinen wurde dabei mit Hakenkreuzen und anderen Graffiti besprüht.